# Cannabis (drug)

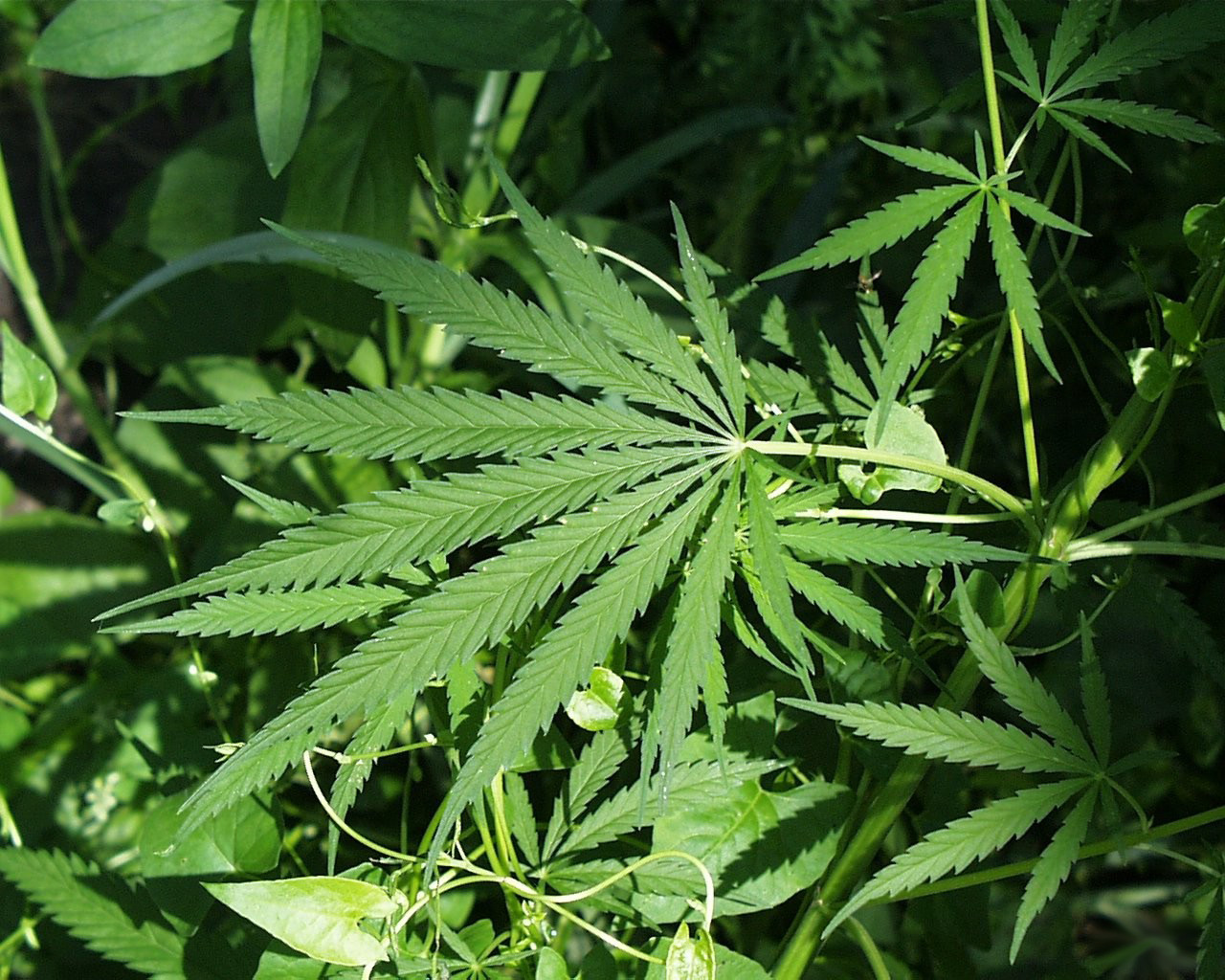
Hennepbladeren

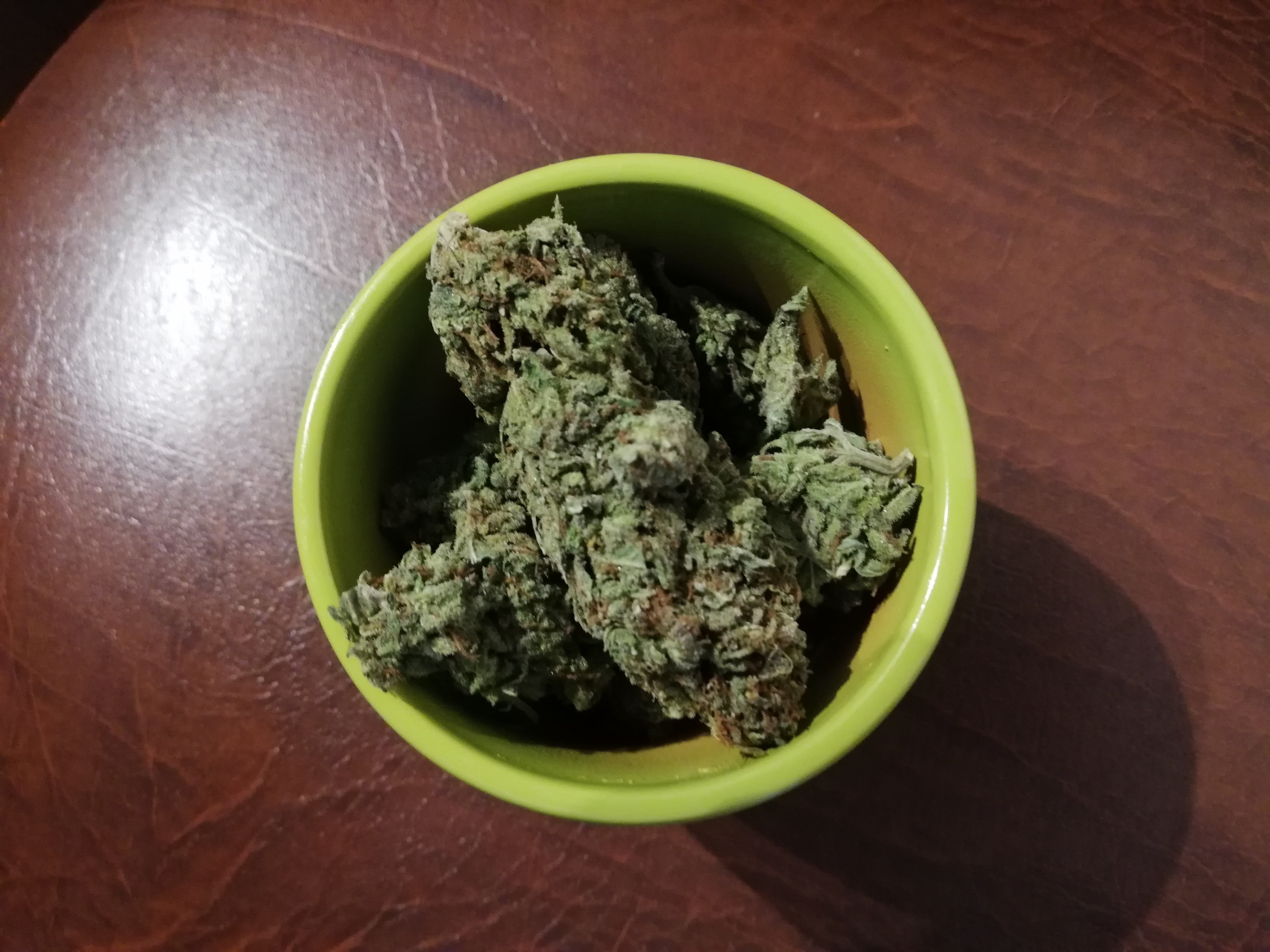
Marihuana

Cannabis is afkomstig van de hennepplant en komt als drug voor in twee vormen, wiet en hasjiesj. Hasjiesj of hasj is de hars, die kan variëren van bijna vloeibaar en olieachtig tot zeer hard. Deze varianten worden gewonnen uit de bloemtoppen (of liever zaaddoosjes) van deze plant, althans – bij voorkeur – van de vrouwelijke, onbevruchte plant (sinsemilla). Wiet  of marihuana is afkomstig van de groenbruine toppen van de plant. Het chemische bestanddeel dat een invloed heeft op het menselijk bewustzijn is de stof tetrahydrocannabinol (THC).
Strafrechtelijk worden in Nederland cannabis en daarvan afgeleide producten tot de softdrugs gerekend; in veel andere landen wordt er geen onderscheid gemaakt tussen soft- en harddrugs en staan er strenge straffen op. Medicinale cannabis wordt door sommige mensen om medische redenen gebruikt. Net als alcohol is deelname als bestuurder op de openbare weg met THC in het bloed een misdrijf conform de wegenverkeerswet.

## Planten
De volgende plantensoorten zijn te onderscheiden:

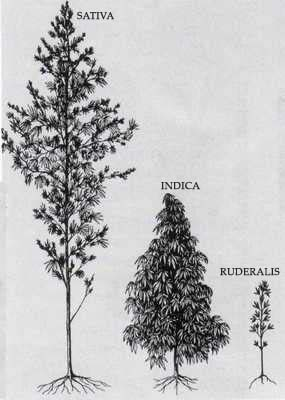
de drie hoofdsoorten

- Cannabis sativa komt oorspronkelijk uit warme streken en kan onder ideale omstandigheden wel 6 meter hoog worden, heeft lange, dunne bladeren en bevat vooral tetrahydrocannabinol of THC, dit zorgt al naargelang de soort voor een "high" of een "stoned" gevoel bij gebruik. Het heeft veel licht nodig en heeft een lange bloeiperiode. Deze soort wordt ook gebruikt voor vezelproductie. De waarde van THC ligt in de vrouwelijke plant hoger dan in de mannelijke plant.
- Cannabis indica komt van oorsprong uit het Hindoekoesj-gebergte in Afghanistan en is een stevige plant die goed tegen ziekten en schimmels kan. De plant kan gemakkelijk groeien in koudere streken. Hij bevat naast THC meer cannabidiol (CBD), wat zorgt voor een vermoeider gevoel na gebruik. Deze plant heeft een dikkere bladvinger dan zijn familie.
- Cannabis ruderalis groeit in het wild in delen van Midden-Europa en Rusland en wordt gekenmerkt door een vroege bloeiperiode, die bij sommige planten onafhankelijk is van de fotoperiode. De plant wordt tot 1,5 meter, is meer vertakt en groeit meer in struikvorm.

## Geschiedenis
Het gebruik van cannabis heeft vooral in Centraal en Zuid-Azië een lange voorgeschiedenis. Zo zijn restanten van zaden en bladeren gevonden naast gemummificeerde priesters in China en Egyptische mummies.

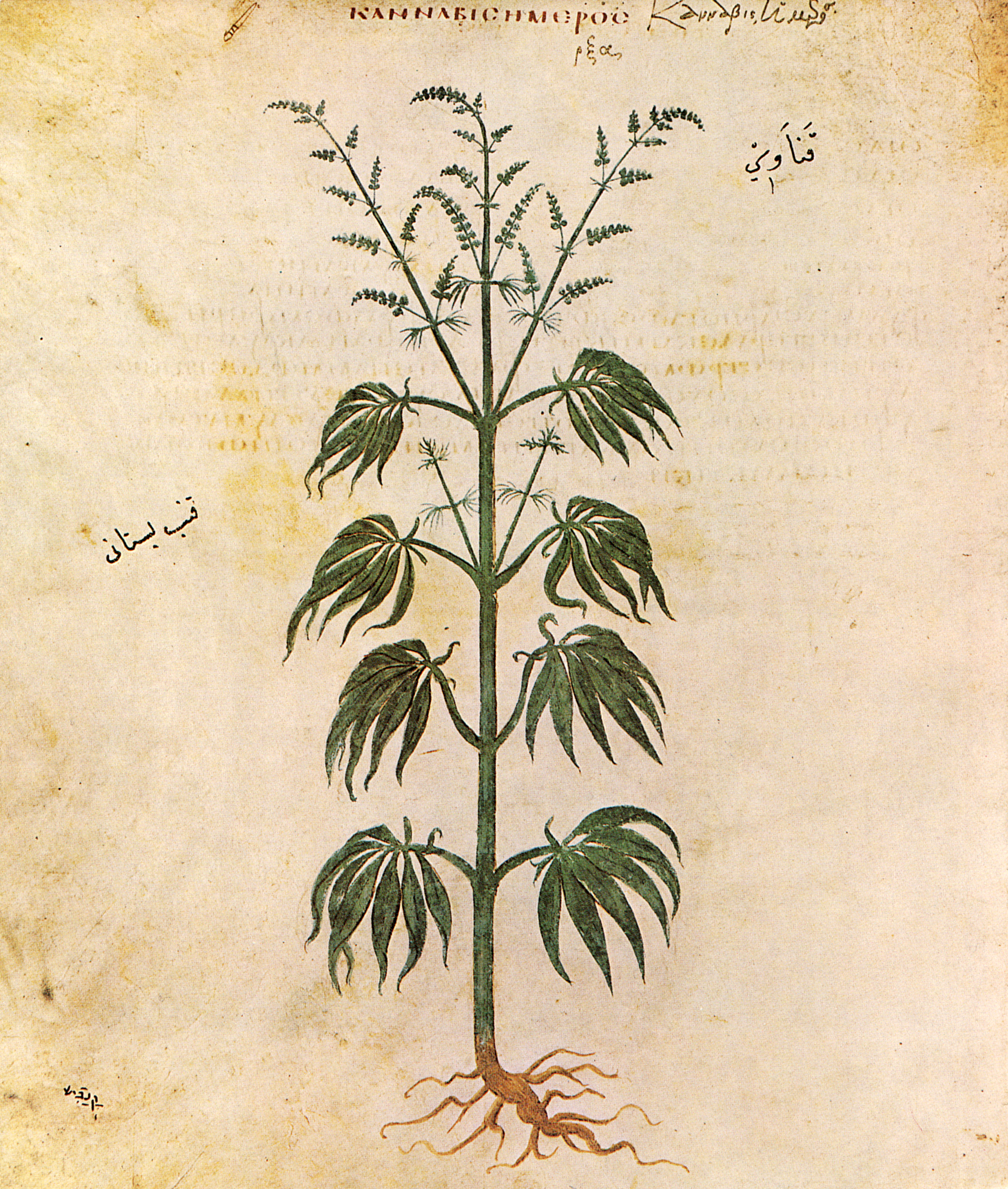
Vienna Descurides: voorstelling uit 512 AC

Cannabis werd duizenden jaren geleden ook gebruikt door de Hindoes uit India en Nepal. Het werd ganjika (गंजिका) genoemd in het Sanskriet. Ook in Europa werd cannabis van oudsher verbouwd in medicinale kruidentuinen (onder andere in die van het Muiderslot) ter behandeling van allerlei ziekten en aandoeningen.

## Gebruik

### Recreatief gebruik
- Manieren van gebruik

Cannabis kan op meerdere manieren als roesverwekkend middel gebruikt worden. Populair is het roken van een mengeling van verkruimelde hennepbloesem en tabak in een gerold sigarettenblaadje met zelfgemaakt papieren filter, een zogenaamde joint. De cannabis kan ook 'puur' gerookt worden als joint of in verschillende soorten pijpen, zoals een waterpijp. Cannabis kan ook in voedsel verwerkt worden. Een bekend voorbeeld is de spacecake, waarbij de bloesem of hars (hasj) meegebakken wordt in een gewone cake. Wietboter of wietroom bestaan uit dierlijke vetten die hebben getrokken in een wietbad waardoor de THC zich aan het vet hecht.
- Gebruik onder jongeren

In Nederland blijkt ongeveer 21% van jongens en 14% van de meisjes weleens cannabis te hebben gebruikt. Actueel ligt dat op respectievelijk 10,5% en 4,8%. Bij gedetineerde jongeren en jongeren in de jeugdzorg ligt dat aanmerkelijk hoger, ongeveer 34%. Ook bij scholieren in de leeftijdscategorie 12-18 jaar ligt het gebruik hoger dan het gemiddelde: 71,4% zegt het ooit te hebben gebruikt en 7,7% in de laatste maand.
In Vlaanderen zei 12% van de leerlingen in het secundair onderwijs in het afgelopen jaar cannabis gebruikt te hebben (2016-2017). In het hoger onderwijs was dit 24% (2017).

### Medicinaal gebruik
Vanaf 1 september 2003 is in Nederland medicinaal gebruik toegestaan en is marihuana verkrijgbaar op doktersrecept bij een apotheek. Medicinale cannabis kan verlichting bieden bij slaapklachten en chronische pijn. Voor medische toepassingen wordt het aangeraden om een vaporizer te gebruiken, omdat dit minder schadelijk is dan roken.

## Werking

delta-9-tetrahydrocannabinol

In cannabissoorten worden meer dan 60 cannabinoïden geproduceerd, waarvan de psychoactieve tetrahydrocannabinol (THC) en het niet-psychoactieve cannabidiol (CBD) het meest voorkomen. In de synaps van de zenuwcel hechten de cannabinoïden zich vast aan specifieke cannabinoïdereceptoren waardoor deze actief worden. THC hecht zich aan de anandamidereceptoren. Tot nu toe zijn er twee typen cannabinoïdereceptoren ontdekt: de CB1 receptor komt vooral voor in het centraal en perifeer zenuwstelsel, de CB2 receptor in immuuncellen, zoals lymfocyten en neutrofiele granulocyten, evenals in ontstekingscellen in het centraal zenuwstelsel. Anandamide neurotransmittor werkt in gevoelens van ontspanning en welbevinden, op eetlust en heeft effect op geheugen en vergeten van korte termijn herinneringen. THC bezet deze receptoren tijdelijk, hierdoor gaat het lichaam ontspannen en treedt een roes op. THC vermindert ook de aanmaak van GABA en verhoogt hiermee de afgifte van dopamine in de hersenen. 
Een aantal niet-psychoactieve cannabinoïden zoals cannabidiol, cannabigerol en cannabidivarine hebben anti-inflammatoire, immuunsuppressieve, analgeticum, anxiolytische en anti-kanker effecten. Met name wordt cannabidiol in dit kader onderzocht, dat circa 3-4% van het cannabisextract uitmaakt.
Door inname van THC worden er meer endorfines aangemaakt die ervoor zorgen dat mensen zich gelukkiger (of euforisch) gaan voelen. THC kan bij gebruik van kleine hoeveelheden een positieve uitwerking tijdens de seks hebben. Men is gevoeliger voor aanrakingen en het kan een orgasme versterken. Als zodanig hoort het middel bij de echte afrodisiaca.
Cannabisgebruik gaat gepaard met euforie, verstoorde waarneming, voortdurend giechelen, sedatie, lethargie, vertraagde beleving van tijd, moeite met lichaamscoördinatie, moeilijkheden bij het verrichten van complexe mentale processen, verminderd beoordelingsvermogen en sociale terugtrekking. Daarnaast kunnen een verhoogde eetlust, droge mond en tachycardie optreden na een periode van ongeveer twee uur na consumptie van de cannabis. Dit correspondeert met de plasmapiek van THC, die zo'n 2 tot 4 uur na het roken van cannabis optreedt.
Wanneer cannabis in eetbare producten wordt verwerkt, duurt het een stuk langer alvorens men iets 'merkt' van de werking. Daarbij bestaat het risico op overdosering. Cannabis in eetbare vorm begint vaak pas na circa anderhalf uur te werken. Het kan wel 24 uur duren voordat de effecten verdwenen zijn.

## Gezondheidsrisico's
Zowel onder beginnende als regelmatige cannabisgebruikers komen soms acute psychiatrische stoornissen voor. De kans erop neemt toe door specifieke persoonlijkheidskenmerken en onderliggende psychiatrische stoornissen die door cannabisgebruik naar de oppervlakte komen., gevoeligheid en cannabisgebruik op jonge leeftijd. Paniekaanvallen, depersonalisatie en paranoia zijn de meest gebruikelijke symptomen die gerelateerd worden aan cannabisgebruik. Onder meer komt bij chronisch gebruik het zogeheten cannabinoïd-hyperemesis-syndroom voor, een syndroom dat gepaard gaat met periodes van excessief braken.

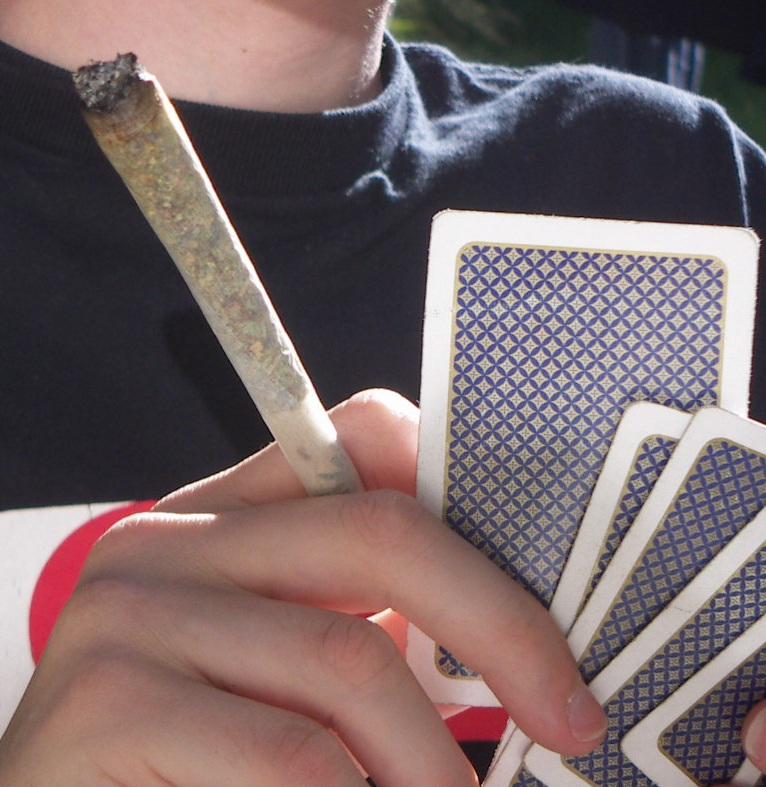
Een cannabisjoint gemixt met tabak

### Cognitief functioneren
Een omvangrijke longitudinale studie laat zien dat regelmatig cannabisgebruik op vroege leeftijd op latere leeftijd kan leiden tot verminderd cognitief functioneren. Dit geldt ook als rekening wordt gehouden met het aantal jaren genoten schoolopleiding. Bij consumptie worden cognitieve en psychomotorische functies verstoord. Ook geheugenverlies kan optreden tijdens het gebruik. Dit vormt ook zeker een van de gangbare verschijnselen tijdens de roes, met name bij een hoge dosering. Ook kan cannabis een demotiverende invloed hebben. Dit effect wordt ook wel het amotivationeel syndroom genoemd. Een regelmatig cannabisgebruiker verliest gemiddeld 5,5 IQ-punten.

### Psychosen en schizofrenie
Onderzoek toont aan dat het gebruik van cannabis een sluimerende psychose, of hallucinaties kan oproepen. Cannabis met een sterkere THC-concentratie, met name skunk, blijkt nog veel meer psychose-uitlokkend te zijn. Acute psychoses samenhangend met cannabisintoxicatie zijn meestal voorbij na maximaal een week abstinentie. Soms kunnen zich echter geruime tijd daarna nog psychotische episodes voordoen die de kenmerken hebben van acute schizofrenie. Langdurig (meer dan twee jaar) cannabisgebruik kan de aanzet geven tot psychoses en schizofrenie bij mensen met aanleg voor deze ziekten. Cannabisgebruik door mensen met psychose kan leiden tot plotselinge gedragsveranderingen, zoals een toegenomen neiging tot geweld, criminele activiteiten, wantrouwen en hallucinaties.
De kans op een ziekte als schizofrenie wordt deels bepaald door genetische factoren. Een Britse studie toont bovendien aan dat dezelfde genetische factoren die een rol spelen bij het krijgen van schizofrenie mogelijk ook leiden tot een frequenter gebruik van cannabis. Dit suggereert dat frequent cannabisgebruik ook een gevolg kan zijn van de genetische aanleg tot schizofrenie. Maar sluit niet uit dat het ook een uitlokkend effect kan hebben bij mensen die een genetische aanleg voor de ziekte hebben.

### Depressie
Andere studies tonen aan dat frequent gebruik van cannabis door adolescenten de kans op depressieve klachten vergroot.

### Andere ziekten
Een Amerikaans onderzoek uit 2009 toonde een mogelijk verband aan tussen het langdurig gebruik van cannabis en het risico op een bijzonder agressieve vorm van teelbalkanker. Eerdere onderzoeken toonden al aan dat door cannabisgebruik de kwaliteit van het sperma en de productie van testosteron afnemen. Na korte tijd treedt er reeds herstel op.
Onderzoek wijst uit dat cannabisrook veel van dezelfde stoffen bevat als tabaksrook, waaronder zelfs hogere concentraties van bepaalde kankerverwekkende koolwaterstofdeeltjes.
Meerdere studies onder cannabisgebruikers leverden ruim voldoende bewijs om te stellen dat het roken van cannabis kan leiden tot bronchiale slijmvliesbeschadigingen en –ontstekingen, en een toename van luchtweggerelateerde irritatiesymptomen zoals hoesten, slijmproductie en een piepende ademhaling, vergelijkbaar met het gebruik van tabak. Desondanks zijn er bij verschillende analyses van long functie/- ziektes, verder geen nadelige gevolgen van cannabis gebruik op de luchtwegen waargenomen.
Ook is er zowel in een onderzoek uit 1997 alsmede in een epidemiologische analyse uit 2005 van de relatie tussen cannabisrook en kanker geen oorzakelijk verband gevonden tussen cannabisrook en aan tabaksrook gerelateerde kankersoorten zoals long-, darm- en rectale kanker.
Langdurig gebruik van cannabis kan leiden tot een syndroom waarbij de patiënt periodiek hevig moet braken: het cannabinoïd-hyperemesissyndroom.

## Productie
Diverse zaadbedrijven in Nederland zijn gespecialiseerd in het produceren van commerciële soorten hennep, die geëxporteerd worden over de hele wereld. 'Duivenzaadhennep' is vrijwel altijd een touwvezelvariant. Voor de vezelproductie worden hennepvariëteiten gebruikt die niet of nauwelijks THC produceren.
Ook wordt in Nederland veel illegaal cannabis gekweekt, veelal voor commercieel gebruik. Met de komst van zogenaamde autoflowering cannabis en feminized zaden is het kweken van cannabis een stuk eenvoudiger geworden. Autoflowering betekent dat de planten niet meer afhankelijk zijn van seizoenen en de stand van de maan en het licht. De zaden van feminized cannabis zijn zo gekweekt dat zij vrouwelijke planten voortbrengen. De planten van autoflowering zijn ook een stuk kleiner dan de "gewone" planten, waardoor zelfs een kleine ruimte of een balkon kan dienen voor de kweek.
Door selectie zijn variëteiten hennepplanten gekweekt die een hoge opbrengst van THC geven. De hennepplant heeft veel licht nodig, dat doorgaans afkomstig is van zogenaamde 'groeilampen' - lampen die veel energie gebruiken. Het hoge stroomgebruik is kostbaar en valt op bij energieleveranciers. Veel kwekers tappen illegaal elektriciteit af om kosten te sparen en om het ontdekrisico te verkleinen.  
De veel hogere lichtopbrengst van moderne led-lampen reduceert het stroomverbruik aanzienlijk.

Ook door stank- en wateroverlast worden kwekerijen meer dan eens ontdekt en uiteindelijk ontmanteld. Commerciële kwekers in een huurwoning worden bij ontdekking vrijwel altijd uit huis gezet.

## Naamgeving
Cannabisproducten staan in de subcultuur van gebruikers onder allerlei namen bekend, waarvan sommige producten een eigen samenstelling of sterkte hebben.
- Wiet: met de vertaling in het Nederlands van The Cultivator's Handbook of Marijuana van Bill Drake in 1972 door Theo Uittenbogaard met als titel Het Wietboek ISBN 90-6012-175-9 verscheen niet alleen voor het eerst in Nederland het woord wiet in druk (als klanknabootsing van het Engelse weed = 'onkruid'), maar werd ook een kweekmethode geïntroduceerd waardoor met behulp van het zeer giftige plantenveredelingsmiddel colchicine de erfelijke eigenschappen van de plant kan worden gewijzigd. Door de behandeling met colchicine ontstonden er polyploïde planten. Deze polyploïde planten hadden een aanzienlijk krachtigere hallucinogene werking, hogere opbrengst, en zouden later bekend worden onder kwaliteitsaanduiding skunk.
- Gras: (vgl. Engels grass en weed, Spaans hierba, porro en motta, Grieks χόρτο).
- Marihuana: de oorsprong van de bijnaam 'marihuana' is onbekend. Een theorie is, is dat het waarschijnlijk afgeleid is van de veel in het Spaans voorkomende vrouwennamen Maria en Juana (vgl. Engels Mary Jane). Het zou ook kunnen verwijzen naar de Spaanse term voor oregano: mejorana.[46]
- Nederwiet: Benaming voor in Nederland in kassen gekweekte marihuana (kaswiet). Afgeleid van Northern lights, een in Californië ontwikkelde cannabisplant met een gemiddeld THC gehalte tot wel 15% .[47] Ingevoerd naar Nederland in de jaren zestig. Nederwiet wordt ook als benaming gebruikt voor buitenwiet, die onder de zomerzon wordt gekweekt. Deze wiet is meestal minder sterk en minder compact. Een eigenschap van de nederwietplant is dat deze vroeg bloeit (eind september) en hierdoor geschikt is voor het Nederlandse klimaat.
- Skunk: een in Nederland gekweekte sterkere cannabisvariëteit.
- Hasjiesj: ook wel hash genoemd, is een cannabisproduct dat bestaat uit een geconcentreerde koek van de hars van bladeren en bloemen van de plant. De kleur kan variëren van zwart tot goudbruin. Het kan gerookt of gegeten worden.
- Haze: Sterke, kruidige smaak en geur. Zeer hoog THC-gehalte. Soorten: silver haze, purple haze, lemon haze, amnesia haze, cheese, Boeda haze.
- White widow: white widow was de eerste van de THC-rijke witte soorten. White widow is zeer populair en in vele coffeeshops te vinden. White widow is een kruising tussen een Indiase indica en een Braziliaanse sativa.
- Power plant: een zeer populaire soort, die in Nederland voornamelijk in stek te verkrijgen is. Dit is zonder meer een van de vaakst gekweekte soorten in Nederland, omdat het een zeer sterke plant en makkelijke soort is die toch een "lage" struik bezorgt aan de gebruiker.
- K2: Bekende nederwietsoort, populair in Nederland en België, wordt vooral gebruikt voor massaproducties.
- Kush
- Thai of Thai-stick, een tropische wiet die een relatief laag THC-gehalte heeft. Een originele Thaistick is letterlijk een dun stokje met een wiettop eromheen gedraaid. De thaiwiet is van zichzelf zo plakkerig dat die gewoon om het stokje blijft zitten, dus zonder draadje of lijm.
- gruis: overblijfselen van blaadjes en takjes in een zak.
- Kif of kief: een benaming voor het roesmiddel uit Marokko en dan meestal gemengd met zeer zware tabak. Afgeleid van het Arabische كيف of kayf, dat gevoel van welzijn betekent. De Marokkaanse overheid trachtte in de jaren zeventig het gebruik te ontmoedigen met het rijmpje:"le kif détruit le corps et l'esprit'= 'kif vernietigt het lichaam en geest". Productiegebied: in het Rifgebergte voornamelijk rond Ketama.
- Ganja, Charas, Bhang: het roesmiddel is in Azië bekend onder talloze namen en in talloze gedaanten. De marihuana als 'ganja' (kan-cha), 'ganjah' (k'ou-kan) of 'guaza' ('k'ou-ch'a); de hars als 'charras', 'churrus', 'kirs', of 'momeea' en dan is er nog 'bhang' (yon-tu-ma), 'siddhi' (yeh-ma-yen-ts'ao); en de -oorspronkelijke- 'hashish' (ta-ma).

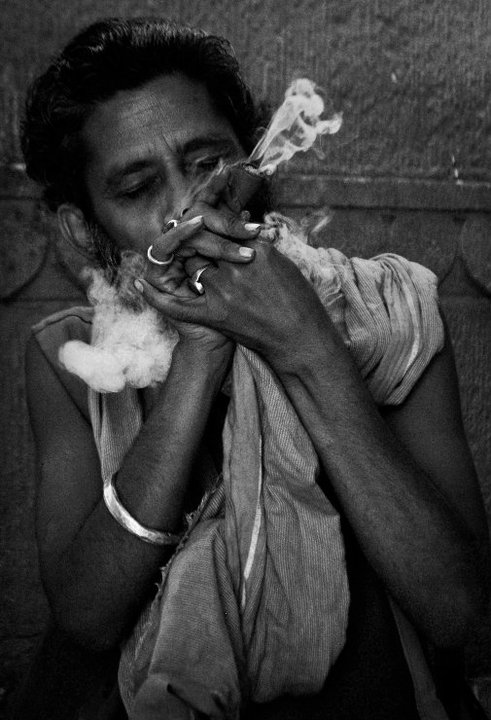
Hindoe monnik in Benares, India die een chillum rookt

- Ganja, bestaat uit de gedroogde jonge bloesemende toppen van de vrouwelijke plant, die met de hars, tot een kleverige, bruin-groene massa wordt samengeperst. Het heeft een aangename geur en een eigen smaak. Het wordt gemaakt van gekweekte planten in de centrale deelstaten van India. Meestal wordt het verkocht in platte schijfjes en wordt gerookt in een waterpijp, vaak vermengd met tabak. Niet ongebruikelijk wordt het gerookt in een korte steelloze stenen pijp: de chillum. Charas, dat hoofdzakelijk in India en Nepal wordt geproduceerd, bestaat uit de harsachtige uitscheiding van de bladeren, bloesem, toppen, twijgjes en vruchten van gekweekte planten. Het wordt verkregen door de toppen van de rijpe planten tussen de handen te wrijven en daarna de hars en stof van de handpalmen te schrapen.

De hoogste kwaliteit in uiterst dunne, bijna transparante vellen. Maar meestal zijn het donkerbruine "fingers", een soort grote frieten, die onder de microscoop kristallen laten zien.
- Bhang wordt gemaakt van de oudere bladeren van de wilde planten in Chennai, de Punjab en de Noordwestelijke deelstaten van India. Het is minder sterk dan ganja of charas en wordt meestal gebruikt voor de fabricage van een zoete lekkernij majum. Vaker echter wordt bhang gebruikt voor het maken van de oorspronkelijke 'hashish'. Een groene bedwelmende drank, ontstaan uit een langdurig met water en boter (ghee) vermengde en ingekookte bhang tot er een stroopachtige massa ontstaat, die door kaasdoek wordt gezeefd, waarna het boter/planten mengsel tot plakken wordt geperst en het overgebleven vocht (hashish) gedronken.

## Wettelijke status

Wettelijke status van cannabis in de wereld
Legaal
Illegaal maar gedecriminaliseerd
Illegaal maar vaak niet afgedwongen
Illegaal
Geen informatie

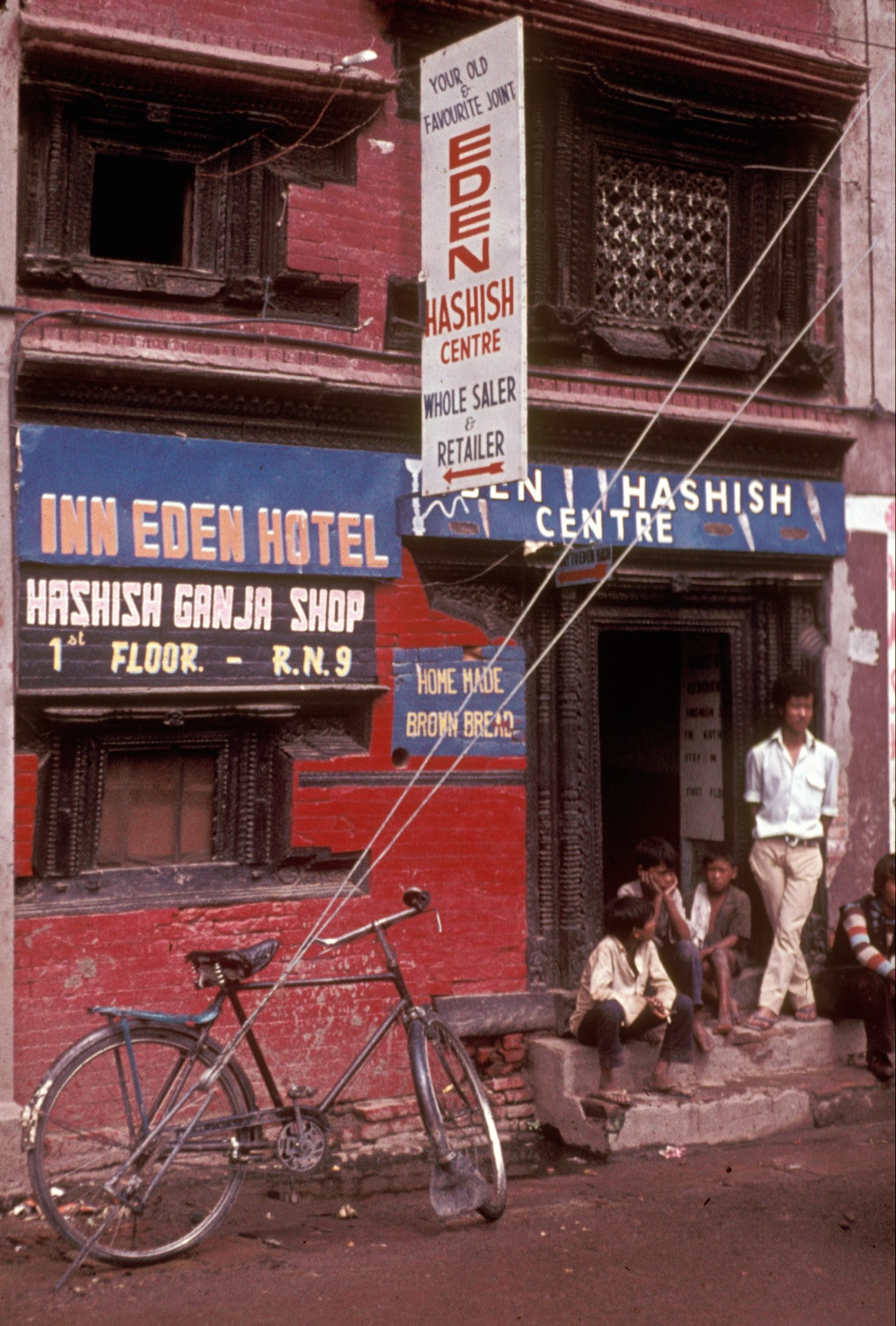
Legale verkoopplaats van hasj in Nepal, 1973

In de meeste landen is elk gebruik en bezit van cannabis verboden. In veel landen rusten er straffen op het bezit van zelfs kleine hoeveelheden van deze drug. In sommige landen wordt een onderscheid gemaakt tussen recreatief en medicinaal gebruik, waarbij dit laatste minder streng is gereglementeerd. Recreatief gebruik van cannabis werd voor het eerst op landelijk niveau gelegaliseerd door Uruguay in 2013, gevolgd door Canada, Georgië en Zuid-Afrika (allen in 2018).

### Europa
- België: sinds de circulaire van januari 2005 die door de socialistische minister van justitie Laurette Onkelinx en de procureurs-generaal werd uitgewerkt, heeft het individueel gebruik door meerderjarigen (= ouder dan 18 jaar) de laagste vervolgingsprioriteit, mits het geen "overlast" bezorgt.[48] Gebruik op openbare plaatsen, bezit van meer dan 3 gram of verkoop wordt juridisch vervolgd; ook gebruik in aanwezigheid van minderjarigen wordt altijd als "overlast" beschouwd. Verder wordt de kweek van één vrouwelijke cannabisplant voor eigen gebruik gedoogd.
- Georgië: persoonlijk bezit en gebruik van cannabis werd in 2018 door het Constitutioneel Hof van Georgië gelegaliseerd; kweek, levering en verkoop blijven vooralsnog verboden.[49]
- Nederland: in Nederland verschilt het drugsbeleid reeds sinds begin jaren 80 van dat in andere Europese landen. De verkoop tot 5 gram aan meerderjarigen wordt in speciale coffeeshops gedoogd. Gebruikers worden niet vervolgd, tenzij er een plaatselijk blowverbod voor de openbare ruimte is ingesteld. Als het middels de Algemene Plaatselijke Verordening is verboden, is het buiten op straat niet toegestaan om wiet, hasj of andere geestverruimende middelen te gebruiken. De algemene boete hiervoor bedraagt maximaal 180 euro (2008). Recreatief gebruik wordt gedoogd als je het rookt in een coffeeshop of thuis.
 Het kweken van marihuana is, op uitzonderlijke omstandigheden na,[50] illegaal in Nederland en er is een actief opsporingsbeleid. Het in bezit hebben tot en met 5 planten wordt door justitie gedoogd, en slechts in enkele gevallen vervolgd. Alleen de teelt van cannabis voor medicinale doeleinden is legaal, maar moet dan wel geheel onder staatstoezicht gebeuren. Nederland had in 2008 één legale cannabiskwekerij waar marihuana met hoge THC-gehaltes onder steriele condities wordt geproduceerd. Medicinaal gebruik is op doktersvoorschrift toegestaan. Er zijn plannen om een wietpas in te voeren (2010).
- Duitsland: De Duitse coalitie nam de legalisatie van cannabis in november 2021 op in het coalitieakkoord. De verantwoordelijk minister voor Volksgezondheid wil de verkoop en het bezit van maximaal 30 gram cannabis in de toekomst niet meer bestraffen. Op een persconferentie zei hij dat er gespecialiseerde winkels komen waar volwassenen wiet kunnen kopen. Ook beperkte thuiskweek van enkele plantjes zou met de plannen legaal worden. Of en wanneer de nieuwe regels ingaan, is nog niet duidelijk. Internationale en Europese wetten staan de legalisering van cannabis in de weg. Het idee achter de legalisatie-landen is om de zwarte markt te verstoren en zo drugscriminelen tegen te werken. Ook wordt gesproken over een speciale cannabisbelasting. Verschillende bedrijven hebben al plannen gemaakt om in de toekomstige legale Duitse cannabismarkt te stappen.[51]
- Polen: in Polen wordt het bezit van geringe hoeveelheden zwaar bestraft.[52] In 2011 werd het beleid iets versoepeld.[53]
- Spanje: de verkoop van marihuana is illegaal, maar persoonlijk gebruik wordt niet bestraft. Agata, een organisatie in Catalonië die patiënten met borstkanker steunt, eist legale beschikbaarheid van marihuana voor patiënten die lijden onder de bijwerkingen van chemotherapie. De groep verkreeg de steun van alle politieke partijen in Catalonië en van de Catalaanse Gezondheidsdienst om hun eis aan de regering kracht bij te zetten. De uiteindelijke beslissing ligt bij de Spaanse minister voor volksgezondheid.[54]
- Tsjechië: in Tsjechië is het bezit van 15 gram niet strafbaar sinds een wetswijziging van december 2009. Daarvoor werd een geringe hoeveelheid niet vervolgd, maar er was niet in de wet bepaald hoeveel dit was.[55][56]
- Zwitserland: het gebruik wordt gedoogd,[57] en cannabis met een laag THC-gehalte is er in supermarkten te koop.[58]

### Afrika
- Zuid-Afrika: het kweken, bezitten en gebruiken van cannabis voor persoonlijke doeleinden werd in 2018 door het Constitutioneel Hof van Zuid-Afrika gelegaliseerd; levering en verkoop blijven vooralsnog verboden.[59]

### Amerika
- Argentinië: kleine hoeveelheden legaal.[60]
- Canada: volledig gelegaliseerd in 2018.[61]
- Mexico: kleine hoeveelheden legaal.[60]
- Suriname: illegaal, zie ook: Cannabis in Suriname.[62]
- Uruguay: gelegaliseerd, maar mag niet verkocht worden aan buitenlanders. De overheid controleert productie, van oogst tot distributie.[63][64]
- Verenigde Staten: hoewel cannabis op federaal niveau illegaal is, verschilt de legaliteit van cannabis per staat:

| Staat                | Wettelijke status | Medicinaal gebruik toegestaan | Gedecriminaliseerd |
| -------------------- | ----------------- | ----------------------------- | ------------------ |
| Alabama              | Illegaal          | Nee                           | Nee                |
| Alaska               | Legaal            | Ja                            | Ja                 |
| Arizona              | Legaal            | Ja                            | Ja                 |
| Arkansas             | Gemengd           | Ja                            | Nee                |
| Californië           | Legaal            | Ja                            | Ja                 |
| Colorado             | Legaal            | Ja                            | Ja                 |
| Connecticut          | Gemengd           | Ja                            | Ja                 |
| Delaware             | Gemengd           | Ja                            | Ja                 |
| District of Columbia | Legaal            | Ja                            | Ja                 |
| Florida              | Gemengd           | Ja                            | Nee                |
| Georgia              | Gemengd           | CBD-olie                      | Nee                |
| Hawaï                | Gemengd           | Ja                            | Ja                 |
| Idaho                | Illegaal          | Nee                           | Nee                |
| Illinois             | Legaal            | Ja                            | Ja                 |
| Indiana              | Gemengd           | CBD-olie                      | Nee                |
| Iowa                 | Gemengd           | CBD-olie                      | Nee                |
| Kansas               | Illegaal          | Nee                           | Nee                |
| Kentucky             | Gemengd           | CBD-olie                      | Nee                |
| Louisiana            | Gemengd           | Ja                            | Nee                |
| Maine                | Legaal            | Ja                            | Ja                 |
| Maryland             | Gemengd           | Ja                            | Ja                 |
| Massachusetts        | Legaal            | Ja                            | Ja                 |
| Michigan             | Legaal            | Ja                            | Ja                 |
| Minnesota            | Gemengd           | Ja                            | Ja                 |
| Mississippi          | Gemengd           | Ja                            | Ja                 |
| Missouri             | Gemengd           | Ja                            | Ja                 |
| Montana              | Legaal            | Ja                            | Ja                 |
| Nebraska             | Illegaal          | Nee                           | Ja                 |
| Nevada               | Legaal            | Ja                            | Ja                 |
| New Hampshire        | Gemengd           | Ja                            | Ja                 |
| New Jersey           | Legaal            | Ja                            | Ja                 |
| New Mexico           | Gemengd           | Ja                            | Ja                 |
| New York             | Gemengd           | Ja                            | Ja                 |
| North Carolina       | Illegaal          | Nee                           | Ja                 |
| North Dakota         | Gemengd           | Ja                            | Ja                 |
| Ohio                 | Gemengd           | Ja                            | Ja                 |
| Oklahoma             | Gemengd           | Ja                            | Nee                |
| Oregon               | Legaal            | Ja                            | Ja                 |
| Pennsylvania         | Gemengd           | Ja                            | Nee                |
| Rhode Island         | Gemengd           | Ja                            | Ja                 |
| South Carolina       | Illegaal          | Nee                           | Nee                |
| South Dakota         | Legaal            | Ja                            | Ja                 |
| Tennessee            | Illegaal          | Nee                           | Nee                |
| Texas                | Gemengd           | CBD-olie                      | Nee                |
| Utah                 | Gemengd           | Ja                            | Nee                |
| Vermont              | Legaal            | Ja                            | Ja                 |
| Virginia             | Gemengd           | CBD-olie                      | Ja                 |
| Washington           | Legaal            | Ja                            | Ja                 |
| West Virginia        | Gemengd           | Ja                            | Nee                |
| Wisconsin            | Gemengd           | CBD-olie                      | Nee                |
| Wyoming              | Illegaal          | Nee                           | Nee                |

### Oceanië
- Australië: gebruik is illegaal, al is het vervolgingsbeleid verschillend van deelstaat tot deelstaat. In het Australisch Hoofdstedelijk Territorium is persoonlijk gebruik van cannabis vanaf 31 januari 2020 officieel gedecriminaliseerd en mag men tot 50 gram gedroogde en 150 gram verse cannabis bezitten, alsmede twee planten kweken per persoon (maximaal vier per huishouden). Het verkopen, delen en schenken van cannabis blijft vooralsnog verboden.[66]
- Nieuw-Zeeland: op 17 oktober 2020 werd de legalisatie van cannabis in Nieuw-Zeeland door een kleine meerderheid van de kiezers in een raadgevend referendum afgewezen (50,7% tegen, 48,4% voor).[67]

### Azië
- Iran: kweken is legaal mits dit gebeurt voor voedingsdoeleinden. Bezit van cannabis is illegaal en de boete bedraagt 10.000 rials (ongeveer 25 eurocent). Bij hoeveelheden minder dan 10 tot 15 gram wordt nauwelijks opgetreden.[68]

## Gebruik en verslavingsbehandeling in Nederland
Cannabis is in Nederland de meest populaire illegale drug. In 2017 had ongeveer 20% van de Nederlandse bevolking boven de 18 jaar ooit cannabis gebruikt. Afgelopen jaar heeft 7% van de bevolking en afgelopen maand 4,5% (ongeveer 540.000 a 680.000 man) gebruikt. Cannabis wordt voornamelijk thuis gebruikt. Geschat wordt dat 1% van de volwassen bevolking (110.000-170.000 man) dagelijks of bijna dagelijks gebruikt. 
11.000 mensen waren in 2015 in behandeling voor een primair verslaving aan cannabis bij de verslavingszorg. 30% van deze patiënten was voor het eerst dat jaar in behandeling. 35% van deze mensen had nog een secundaire verslaving (waarvan 1/3 alcohol en 18% cocaïne). 4.500 patiënten hebben cannabis als secundaire verslaving. De meesten zijn primair verslaafd aan alcohol (50%), nadien volgt cocaïne (20%).